# Macao aux Jeux paralympiques
Macao a participé pour la première fois aux Jeux paralympiques aux Jeux paralympiques d'été de 1988 à Séoul et n'a remporté aucune médaille depuis son entrée en lice dans la compétition. Macao est la plus petite territoire qui a competé aux Jeux paralympiques.   
Ce territoire envoie sa propre délégation aux Jeux paralympiques, mais pas aux Jeux olympiques.